# Euproctis dispersa
Euproctis dispersa är en fjärilsart som beskrevs av Moore 1879. Euproctis dispersa ingår i släktet Euproctis och familjen tofsspinnare. Inga underarter finns listade i Catalogue of Life.